# Kvantitetsteorin
Kvantitetsteorin är en penningteori som i sin enklaste form skrivs MV = PT. M betecknar penningmängden, V pengarnas omloppshastighet, P prisnivån och T den reala varuomsättningen (transaktionsvolymen). Teorin kan användas som utgångspunkt för allmänna betraktelser mellan penningmängd och prisnivå (inflation) i en ekonomi. Då tänker man sig att P betecknar det genomsnittliga priset på samtliga varor och tjänster som omsätts under en viss period. M betecknar då allmänhetens genomsnittliga kassahållning (sedlar, mynt m.m.). Teorin säger bland annat följande: Om pengarnas omloppshastighet är konstant och mängden varor och tjänster som säljs i ekonomin är konstant så ökar priserna (P) om penningmängden (M) ökar, det vill säga inflation inträffar. Frågan om penningmängdens omloppshastighet respektive transaktionsvolymen är konstanter har dock varit en omdiskuterad fråga i nationalekonomin.